# 63è Festival Internacional de Cinema de Canes
El 63è Festival Internacional de Cinema de Canes es va dur a terme del 13 al 24 de maig de 2010. El Festival de Cinema de Cannes, aclamat com un dels festivals de cinema més reconeguts i prestigiosos arreu del món, va ser fundat el 1946. Consisteix en projeccions de pel·lícules dins i fora de la competició durant el festival; les pel·lícules projectades en competició competeixen pel premi de la Palma d'Or. El premi del 2010 va ser atorgat a L'oncle Boonmee, que recorda les seves vides passades, una pel·lícula tailandesa dirigida per Apichatpong Weerasethakul. Això va ser determinat pels membres del jurat del festival que van revisar les pel·lícules projectades en competició. El director de cinema estatunidenc Tim Burton va ser el president del jurat per la competició internacional, i altres membres foren actors, guionistes i compositors com Kate Beckinsale, Emmanuel Carrère, Benicio del Toro, i Alexandre Desplat. Altres categories de pel·lícules projectades en competició que tenen els seus propis jurats separats per a altres premis són per a la categoria de curtmetratges i la categoria Un Certain Regard.
El festival el va obrir la pel·lícula de Ridley Scott Robin Hood i el va tancar la de Julie Bertuccelli The Tree. La programació completa de les pel·lícules per al festival es va anunciar el 15 d'abril de 2010. L'actriu anglesa Kristin Scott Thomas va ser la mestressa de cerimònies.
Agence France-Presse, Reuters, Associated Press i Getty TV va boicotejar la conferència de premsa que va anunciar la programació del festival, a causa d'una disputa sobre l'accés a la catifa vermella. En un comunicat de premsa, les agències van dir que "es veurien forçades a suspendre la seva presència total al festival" si no s'arribavaa un acord. Dies abans del començament del festival, es va expressar la preocupació que els assistents es poguessin retardar o no hi assistissin, ja que els vols d'avió a les zones circumdants de França es van retardar o cancel·lar a causa de cendres volcàniques al cel. Dos dies abans del començament del festival, la pel·lícula recentment acabada Route Irish, dirigida per Ken Loach, es va afegir a la competició principal.

## Jurat

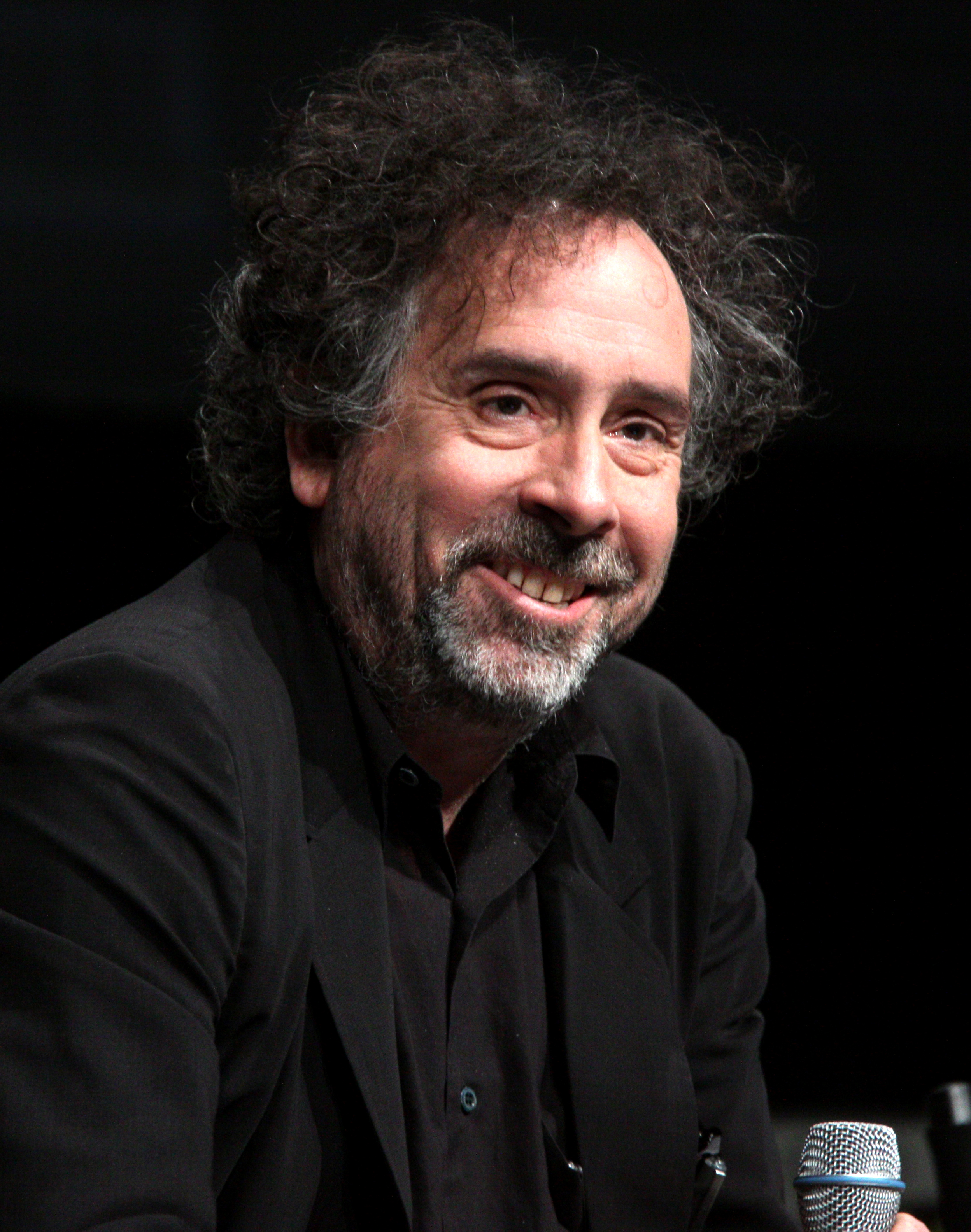
Tim Burton, president del jurat principal

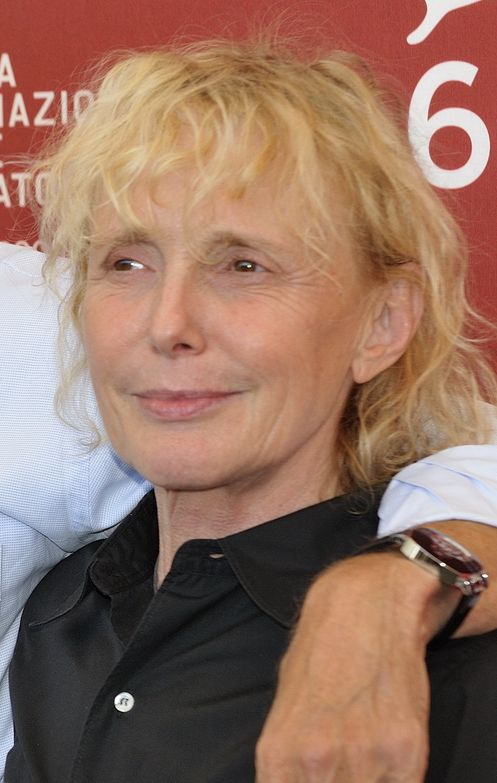
Claire Denis, president del jurat d'Un Certain Regard

### Competició principal
Les següents persones foren nomenades per formar part del jurat de la competició principal en l'edició de 2010:
- Tim Burton (director estatunidenc) president[16]
- Alberto Barbera (cineasta italià)
- Kate Beckinsale (actriu anglesa)
- Emmanuel Carrère (autor, guionista i director francès)
- Benicio del Toro (actor portoriqueny)
- Alexandre Desplat (compositor francès)
- Víctor Erice (director espanyol)
- Shekhar Kapur (director indi)
- Giovanna Mezzogiorno (actriu italiana)

### Un Certain Regard
Les següents persones foren nomenades per formar part del jurat de la secció Un Certain Regard de 2010:
- Claire Denis (directora francès) President
- Patrick Ferla (periodista suís)
- Kim Dong-ho (director sud-coreà del Festival Internacional de Cinema de Busan)
- Helena Lindblad (crítica suec)
- Serge Toubiana (director general de la Cinémathèque Française)

### Cinéfondation i curtmetratges
Les següents persones foren nomenades per formar part del jurat de la secció Cinéfondation i de la competició de curtmetratges:
- Atom Egoyan (director canadenc) President
- Emmanuelle Devos (actriu francesa)
- Carlos Diegues (director brasiler)
- Dinara Droukarova (actriu russa)
- Marc Recha (director català)

### Càmera d'Or
Les següents persones foren nomenades per formar part del jurat de la Càmera d'Or de 2010:
- Gael García Bernal (director mexicà) President
- Gérard de Battista (cineasta francès)
- Stéphane Brizé (directora francesa)
- Didier Diaz (FICAM)
- Charlotte Lipinska (Unió Francesa de Crític)

## Selecció oficial

### En competició – pel·lícules
Les següents pel·lícules competiren per la Palma d'Or:
| Títol original                                                                            | Director(s)                 | País            |
| ----------------------------------------------------------------------------------------- | --------------------------- | --------------- |
| Another Year                                                                              | Mike Leigh                  | Regne Unit      |
| Biutiful                                                                                  | Alejandro González Iñárritu | Mèxic           |
| Utomlyonnye solncem 2 Утомлённые солнцем 2                                                | Nikita Mikhalkov            | Rússia          |
| Copie conforme                                                                            | Abbas Kiarostami            | França          |
| Rizhao Chongqing 日照重慶                                                                 | Wang Xiaoshuai              | R.P. de la Xina |
| Fair Game                                                                                 | Doug Liman                  | Estats Units    |
| Ha-nyeo 하녀                                                                              | Im Sang-soo                 | Corea del Sud   |
| Stxàstie Moió Счастье моё                                                                 | Serguí Loznítsia            | Ucraïna         |
| Des hommes et des dieux                                                                   | Xavier Beauvois             | França          |
| Tournée                                                                                   | Mathieu Amalric             | França          |
| La nostra vita                                                                            | Daniele Luchetti            | Itàlia          |
| Outrage アウトレイジ Autoreiji                                                            | Takeshi Kitano              | Japó            |
| Hors-la-loi                                                                               | Rachid Bouchareb            | Algèria         |
| Poetry 시 Shi                                                                             | Lee Chang-dong              | Corea del Sud   |
| La princesse de Montpensier                                                               | Bertrand Tavernier          | França          |
| Route Irish                                                                               | Ken Loach                   | Regne Unit      |
| Un homme qui crie                                                                         | Mahamat Saleh Haroun        | França          |
| Szelíd Teremtés – A Frankenstein Terv                                                     | Kornél Mundruczó            | Hongria         |
| L'oncle Boonmee, que recorda les seves vides passades ลุงบุญมีระลึกชาติ Lung Bunmi Raluek Chat | Apichatpong Weerasethakul   | Tailàndia       |

### Un Certain Regard
Les següents pel·lícules foren seleccionades per competir a Un Certain Regard:
| Títol original                  | Director(s)                   | País                  |
| ------------------------------- | ----------------------------- | --------------------- |
| Pál Adrienn                     | Ágnes Kocsis                  | Hongria               |
| Aurora                          | Cristi Puiu                   | Romania               |
| Blue Valentine                  | Derek Cianfrance              | Estats Units          |
| Carancho                        | Pablo Trapero                 | Argentina             |
| Chatroom                        | Hideo Nakata                  | Regne Unit            |
| Unter dir die Stadt             | Christoph Hochhäusler         | Alemanya              |
| Udaan                           | Vikramaditya Motwane          | Índia                 |
| Hahaha 하하하                   | Hong Sang-soo                 | Corea del Sud         |
| Les amours imaginaires          | Xavier Dolan                  | Canadà                |
| Hai shang chuan qi              | Jia Zhangke                   | R.P. de la Xina       |
| Life, Above All                 | Oliver Schmitz                | Sud-àfrica            |
| Simon Werner a disparu...       | Fabrice Gobert                | França                |
| Los labios                      | Iván Fund, Santiago Loza      | Argentina             |
| Octubre                         | Daniel Vega, Diego Vega Vidal | Perú                  |
| Rebecca H. (Return to the Dogs) | Lodge Kerrigan                | Estats Units, França  |
| R U There                       | David Verbeek                 | Països Baixos, Taiwan |
| Film Socialisme                 | Jean-Luc Godard               | França                |
| O Estranho Caso de Angélica     | Manoel de Oliveira            | Portugal              |
| Marţi, după Crăciun             | Radu Muntean                  | Romania               |

### Pel·lícules fora de competició
Les següents pel·lícules foren seleccionades per ser projectades fora de competició:
| Títol original                      | Director(s)       | País              |
| ----------------------------------- | ----------------- | ----------------- |
| Autobiografia lui Nicolae Ceaușescu | Andrei Ujică      | Romania           |
| L'Autre monde                       | Gilles Marchand   | França            |
| Carlos                              | Olivier Assayas   | França            |
| Kaboom                              | Gregg Araki       | Estats Units      |
| Robin Hood                          | Ridley Scott      | Estats Units      |
| Tamara Drewe                        | Stephen Frears    | Regne Unit        |
| The Tree                            | Julie Bertuccelli | França, Austràlia |
| Wall Street: Money Never Sleeps     | Oliver Stone      | Estats Units      |
| You Will Meet a Tall Dark Stranger  | Woody Allen       | Estats Units      |

### Projeccions Especials
Les següents pel·lícules foren seleccionades per ser projectades a la secció Projeccions Especials:
| Títol original                            | Director(s) | País            |
| ----------------------------------------- | --- | --------------- |
| 5 X Favela, por nós mesmos                | Wagner Novais, Manaira Carneiro, Rodriga Felha, Cacau Amaral, Luciano Vidigal, Cadu Barcelos i Luciana Bezerra | Brasil          |
| Abel                                      | Diego Luna | Mèxic           |
| Chantrapas                                | Otar Iosseliani                                                                                                | França, Geòrgia |
| Countdown to Zero                         | Lucy Walker | Estats Units    |
| Draquila – L'Italia che trema             | Sabina Guzzanti                                                                                                | Itàlia          |
| Gilles Jacob, l'arpenteur de la croisette | Serge Le Peron                                                                                                 | França          |
| Inside Job                                | Charles H. Ferguson                                                                                            | Estats Units    |
| La meute                                  | Franck Richard                                                                                                 | França, Bèlgica |
| Nostalgia de la luz                       | Patricio Guzmán                                                                                                | França, Xile    |
| Over Your Cities Grass Will Grow          | Sophie Fiennes                                                                                                 | Regne Unit      |

### Cinéfondation
Les següents pel·lícules foren seleccionades per ser projectades a la competició Cinéfondation:
| Títol                                  | Director(s)          | Escola                            |
| -------------------------------------- | -------------------- | --------------------------------- |
| Coucou-Les-Nuages                      | Vincent Cardona      | La fémis, França                  |
| Cooked                                 | Jens Blank           | NFTS, Regne Unit                  |
| Dakujem, dobre                         | Mátyás Prikler       | FTF-VŠMU, Eslovàquia              |
| Hinkerort Zorasune                     | Vatche Boulghourjian | NYU, Estats Units                 |
| Frozen Land                            | Tae-yong Kim         | Sejong University*, Corea del Sud |
| Itt Vagyok                             | Bálint Szimler       | SzFE, Hongria                     |
| Ja Vec Jesam Sve Ono Što Želim Da Imam | Dane Komljen         | FDU, Sèrbia                       |
| Ijsland                                | Gilles Coulier       | Sint-Lukas University*, Bèlgica   |
| El Juego                               | Benjamín Naishtat    | Le Fresnoy, França                |
| Los Minutos, Las Horas                 | Marques Ribeiro      | EICTV, Cuba                       |
| Miramare                               | Michaela Müller      | ALU*, Croàcia                     |
| Taulukauppiaat                         | Juho Kuosmanen       | Aalto University, Finlàndia       |
| Shelley                                | Andrew Wesman        | Harvard University*, Estats Units |

*  denota el primer cop que l'escola és seleccionada en la competició

### Curtmetratges en competició
Els següents curtmetratges competien per Palma d'Or al millor curtmetratge:
| Títol original     | Director(s)            | País      |
| ------------------ | ---------------------- | --------- |
| Chienne d'histoire | Serge Avédikian        | França    |
| Micky bader        | Frida Kempff           | Suècia    |
| Blokes             | Marialy Rivas          | Xile      |
| Ezra rishona       | Yarden Karmin          | Israel    |
| Maya               | Pedro Pío Martín Pérez | Cuba      |
| Muscles            | Edward Housden         | Austràlia |
| Rosa               | Monica Lairana         | Argentina |
| Estação            | Marcia Faria           | Brasil    |
| To Swallow a Toad  | Jurģis Krāsons         | Letònia   |

### Cannes Classics
Cannes Classics posa el punt de mira en documentals sobre cinema i obres mestres del passat restaurades.
World Cinema Foundation
| Títol original                               | Director(s)                   | País                                    |
| -------------------------------------------- | ----------------------------- | --------------------------------------- |
| Documentals sobre Cinema                     |                               |                                         |
| ...Men filmen är min älskarinna              | Stig Björkman                 | Suècia                                  |
| Cameraman: The Life and Work of Jack Cardiff | Craig McCall                  | Regne Unit                              |
| Hollywood Don't Surf!                        | Greg MacGillivray, Sam George | Estats Units                            |
| Toscan                                       | Isabelle Partiot-Pieri        | França                                  |
| 'Pel·lícules restaurades                     |                               |                                         |
| La 317ème section (1964)                     | Pierre Schoendoerffer         | França                                  |
| The African Queen (1951)                     | John Huston                   | Estats Units, Regne Unit                |
| La Bataille du rail (1946)                   | René Clément                  | França                                  |
| La campagne de Cicéron (1989)                | Jacques Davila                | França                                  |
| Le grand amour (1969)                        | Pierre Etaix                  | França                                  |
| Au petit bonheur (1946)                      | Marcel L'Herbier              | França                                  |
| Khandhar (1983)                              | Mrinal Sen                    | Índia                                   |
| O Beijo da Mulher Aranha (1985)              | Hector Babenco                | Brasil, Estats Units                    |
| Il Gattopardo (1963)                         | Luchino Visconti              | Itàlia                                  |
| Psycho (1960)                                | Alfred Hitchcock              | Estats Units                            |
| Die Blechtrommel (1979)                      | Volker Schlöndorff            | Alemanya, Polònia, · Iugoslàvia, França |
| Tristana (1970)                              | Luis Buñuel                   | Espanya, França, Itàlia                 |
| World Cinema Foundation                      |                               |                                         |
| El-Fallâh el-fasîh (1970, curt)              | Shadi Abdel Salam             |                                         |
| Il ruscello di Ripasottile (1941, curt)      | Roberto Rossellini            |                                         |
| Két Lány Az Utcán (1939)                     | André de Toth                 |                                         |
| Mest (1989)                                  | Ermek Shinarbaev              |                                         |
| Titash Ekti Nadir Naam (1973)                | Ritwik Ghatak                 | Bangladesh                              |

### Cinéma de la Plage
El Cinéma de la Plage és una part de la Selecció Oficial. Les projeccions a l'aire lliure a la platja de Canes són obertes al públic.
| Títol original                  | Director(s)                        | País           |
| ------------------------------- | ---------------------------------- | -------------- |
| From Here to Eternity (1953)    | Fred Zinnemann                     | Estats Units   |
| The Girl Hunters (1963)         | Roy Rowland                        | Regne Unit     |
| Rock'n'roll... Of Corse! (2010) | Stéphane Bébert, Lionel Guedj      | França         |
| Le Monde du silence (1956)'     | Louis Malle, Jacques-Yves Cousteau | França, Itàlia |
| La Nuit de Varennes (1982)      | Ettore Scola                       | França, Itàlia |
| The Two Escobars (2010)         | Jeff Zimbalist, Michael Zimbalist  | Estats Units   |

## Seccions paral·leles

### Setmana Internacional dels Crítics
Els següents llargmetratges van ser seleccionats per ser projectats per a la quaranta novena Setmana de la Crítica (49e Semaine de la Critique):
Competició de pel·lícules
- Armadillo de Janus Metz ( Dinamarca)
- Bedevilled de Jang Cheol-so ( Corea del Sud)
- Belle Épine de Rebecca Zlotowski ( França)
- Bi, dung so! de Di Dang Phan (Vietnam,  França,  Alemanya)
- Sandcastle (pel·lícula) de Boo Junfeng ( Singapur)
- Sound of Noise d'Ola Simonsson, Johannes Stjärne Nilsson ( Suècia,  França)
- The Myth of the American Sleepover de David Robert Mitchell ( Estats Units)

Competició de curtmetratges
- A distração d'Ivan Cavi Borges, Gustavo Melo ( Brasil)
- Berik de Daniel Joseph Borgman ( Dinamarca)
- Deeper Than Yesterday de Ariel Kleiman ( Austràlia)
- Love Patate de Gilles Cuvelier ( França)
- Native Son de Scott Graham ( Regne Unit)
- The Boy Who Wanted to Be a Lion d'Alois Di Leo ( Regne Unit)
- Vasco de Sébastien Laudenbach ( França)

Projeccions especials
- Le Nom des gens de Michel Leclerc ( França)
- Copacabana de Marc Fitoussi ( França)
- Rubber de Quentin Dupieux ( França)
- Women Are Heroes de JR ( França)

Mig i curtmetratges
- Bastard de Kirsten Dunst ( Estats Units)
- The Clerk’s Tale de James Franco ( Estats Units)
- L'Amour-propre de Nicolas Silhol ( França)
- Cynthia todavía tienes las llaves de Gonzalo Tobal ( Argentina)
- Fracture de Nicolas Sarkissian ( França)

### Quinzena dels directors
El documkental Benda Bilili! del músic del carrer discapacitat de Kinshasa Staff Benda Bilili es va estrenar al festival, amb l'assistència del grup i la representació a l'apertura de la Quinzena dels Directors.
Les següents pel·lícules foren exhibides en la Quinzena dels directors de 2010 (Quinzaine des Réalizateurs):
Pel·lícules
- All Good Children d'Alicia Duffy ( Irlanda,  Bèlgica,  França,  Regne Unit)
- Año bisiesto de Michael Rowe ( Mèxic)
- Benda Bilili! de Renaud Barret, Florent de La Tullaye ( França)
- Cleveland contre Wall Street de Jean-Stéphane Bron ( Suïssa,  França)
- Des filles en noir de Jean Paul Civeyrac ( França)
- Everything Will Be Fine de Christoffer Boe ( Dinamarca,  Suècia,  França)
- Illégal de Olivier Masset-Depasse ( Bèlgica,  Luxemburg,  França)
- La mirada invisible de Diego Lerman ( Argentina,  França,  Espanya)
- Le Vagabond d'Avishai Sivan ( Israel)
- Le quattro volte de Michelangelo Frammartino ( Itàlia,  Alemanya,  Suïssa)
- Petit bébé Jésus de Flandre de Gust Van den Berghe ( Bèlgica)
- Picco de Philip Koch ( Alemanya)
- Pieds nus sur les limaces de Fabienne Berthaud ( França)
- Shit Year de Cam Archer ( Estats Units)
- The Joy de Felipe Bragança, Marina Meliande ( Brasil)
- Svet-Ake d'Aktan Arym Kubat (Plantilla:KYZ,  Alemanya,  França,  Països Baixos)
- The Silent House de Gustavo Hernández ( Uruguai)
- The Tiger Factory de Ming jin Woo ( Malàisia,  Japó)
- Two Gates Of Sleep d'Alistair Banks Griffin ( Estats Units)
- LUn poison violent de Katell Quillévéré ( França)
- Todos vós sodes capitáns de Oliver Laxe ( Espanya)
- Somos lo que hay de Jorge Michel Grau ( Mèxic)

Curtmetratges
- A Silent Child de Jesper Klevenås ( Suècia)
- Light d'André Schreuders ( Països Baixos)
- Mary Last Seen de Sean Durkin ( Estats Units)
- Petit tailleur de Louis Garrel ( França)
- Cautare de Ionuţ Piţurescu ( Romania)
- Shadows of Silence de Pradeepan Raveendran ( França)
- Shikasha d'Isamu Hirabayashi ( Japó)
- Three Hours d'Annarita Zambrano ( Itàlia,  França)
- ZedCrew de Noah Pink ( Canadà,  Zàmbia)

## Premis

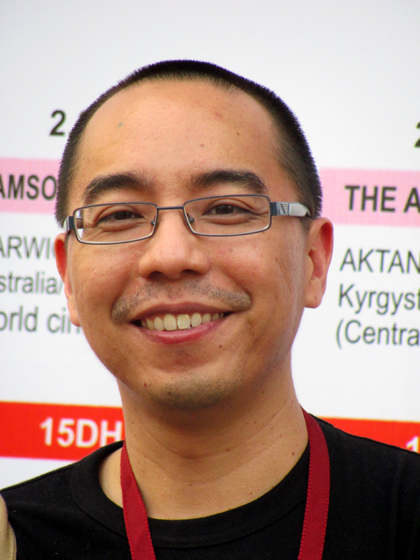
Apichatpong Weerasethakul, guanyador de la Palma d'Or

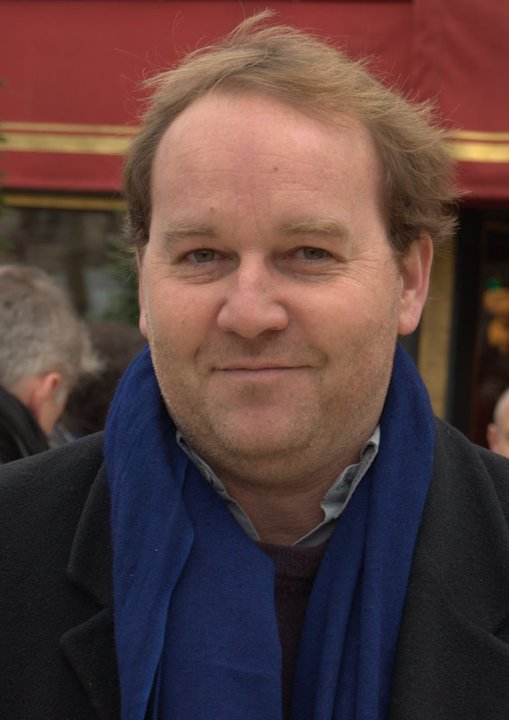
Xavier Beauvois, guanyador del Grand Prix

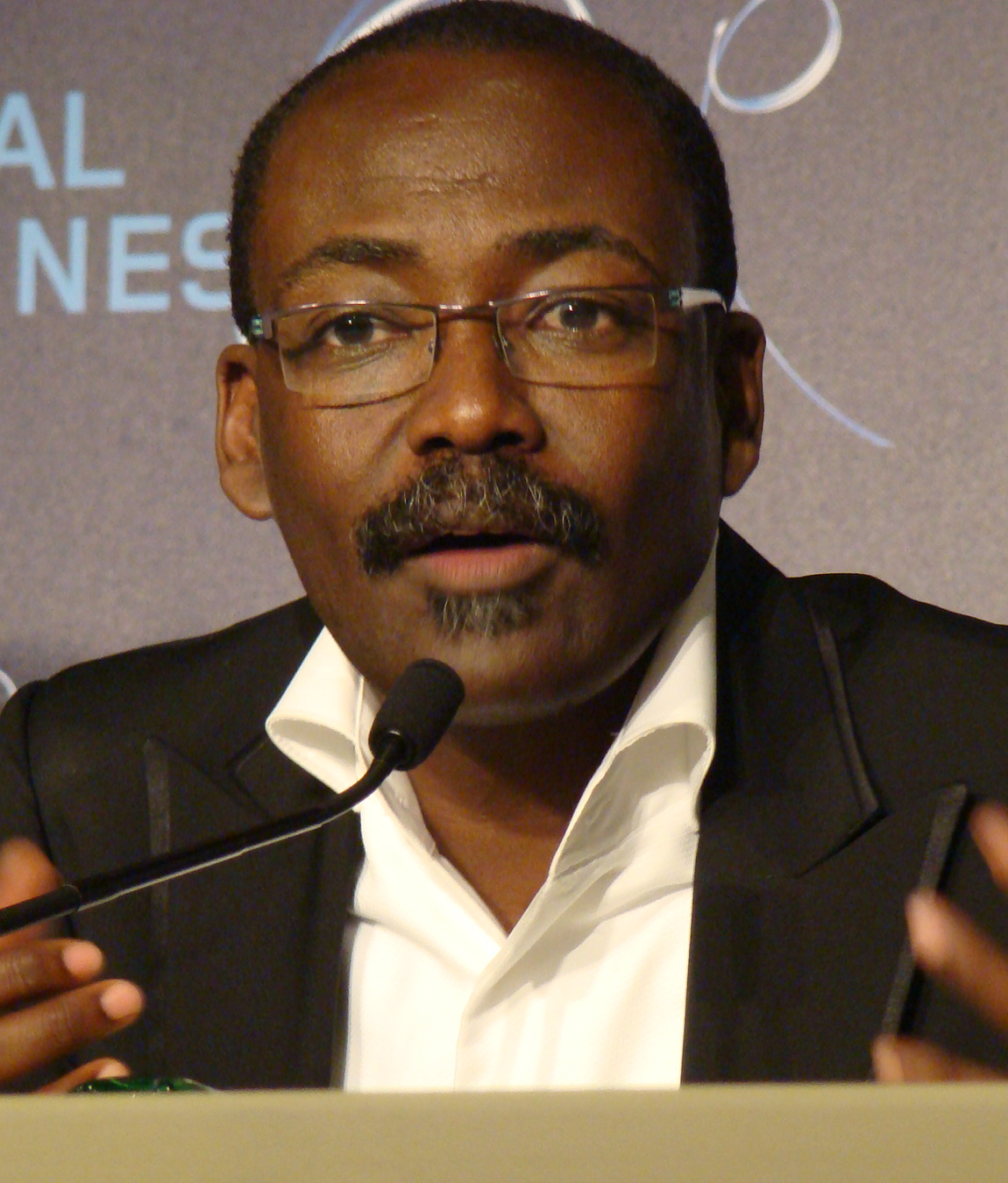
Mahamat-Saleh Haroun al festival per la pel·lícula Un homme qui crie

### Premis oficials
La Palma d'Or fou atorgada a la pel·lícula tailandesa L'oncle Boonmee, que recorda les seves vides passades d'Apichatpong Weerasethakul. It was the first time that an Asian movie won the award since 1997. Tim Burton, president del jurat que va determinar el guardó va declarar sobre la seva decisió: "Sempre vols ser sorprès per les pel·lícules i aquesta pel·lícula ho va fer per a la majoria de nosaltres." La pel·lícula francesa Des hommes et des dieux va ser la finalista. La pel·lícula de Xavier Beauvois havia estat considerada la favorita a la Palma d'Or juntament amb la de Mike Leigh Another Year. Durant la cerimònia es va prestar especial atenció al cineasta iranià Jafar Panahi amb l'esperança d'augmentar la pressió internacional sobre el govern iranià per alliberar Panahi de la presó.
Els guardonats en les seccions oficials de 2010 foren:
En Competició
- Palme d'Or: L'oncle Boonmee, que recorda les seves vides passades de Apichatpong Weerasethakul
- Grand Prix:  Des hommes et des dieux de Xavier Beauvois
- Millor director: Mathieu Amalric per Tournée
- Millor guió: Poetry de Lee Chang-dong
- Millor actriu: Juliette Binoche per Copie conforme
- Millor actor: Javier Bardem per Biutiful i Elio Germano per La nostra vita
- Premi del Jurat: Un homme qui crie de Mahamat-Saleh Haroun

Un Certain Regard
- Prix Un Certain Regard: Hahaha de Hong Sang-soo
- Premi del Jurat Un Certain Regard: October de Daniel Vega, Diego Vega
- Premi Un Certain Regard a la millor actriu: Adela Sanchez, Eva Bianco, Victoria Raposo per Los labios

Cinéfondation
- Premi Premi: – The Painting Sellers de Juho Kuosmanen
- 2n Premi: Anywhere Out of the World de Vincent Cardona
- 3r Premi: Hinkerort Zorasune de Vatche Boulghourjian i I Already am Everything I Want to Have de Dane Komljenk

Càmera d'Or
- Caméra d'Or: Año bisiesto de Michael Rowe

Curtmetratges
- Palma d'Or al millor curtmetratge: Barking Island de Serge Avédikian
- Distinció Especial al curtmetratge: Bathing Micky de Frida Kempff

### Premis independents
Premis FIPRESCI
- Tournée de Mathieu Amalric (En Competició)
- Pál Adrienn (Pál Adrienn) d'Ágnes Kocsis (Un Certain Regard)
- Todos vós sodes capitáns d'Oliver Laxe (Quinzena dels directors)

Premi Vulcan a l'Artista Tècnic
- Premi Vulcan: Leslie Shatz, Bob Beemer, Jon Taylor (departament de so) per Biutiful

Jurat Ecumènic
- Premi del Jurat Ecumènic: Des hommes et des dieux de Xavier Beauvois
- Premi del Jurat Ecumènic - Menció especial: Another Year de Mike Leigh i Poetry (Shi) de Lee Chang-dong

'Premis en el marc de la Setmana Internacional de la Crítica
- Gran Premi de la Setmana de la Crítica: Armadillo de Janus Metz
- Premi SACD: Bi, dung so! de Di Dang Phan
- Premi ACID: Bi, dung so! de Di Dang Phan
- Premi Joves Crítics: Sound of Noise d'Ola Simonsson, Johannes Stjärne Nilsson[34]
- Grand Prix Canal+ al curtmetratge: Berik de Daniel Joseph Borgman[34]
- Premi Kodak Discovery al millor curtmetratge: Deeper Than Yesterday de Ariel Kleiman

Altres premis
- Premi Regards Jeunes: Les amours imaginaires de Xavier Dolan

Association Prix François Chalais
- Prix François Chalais: Life, Above All d'Oliver Schmitz[36]